# Schulgebäude Drusenbergstraße 33

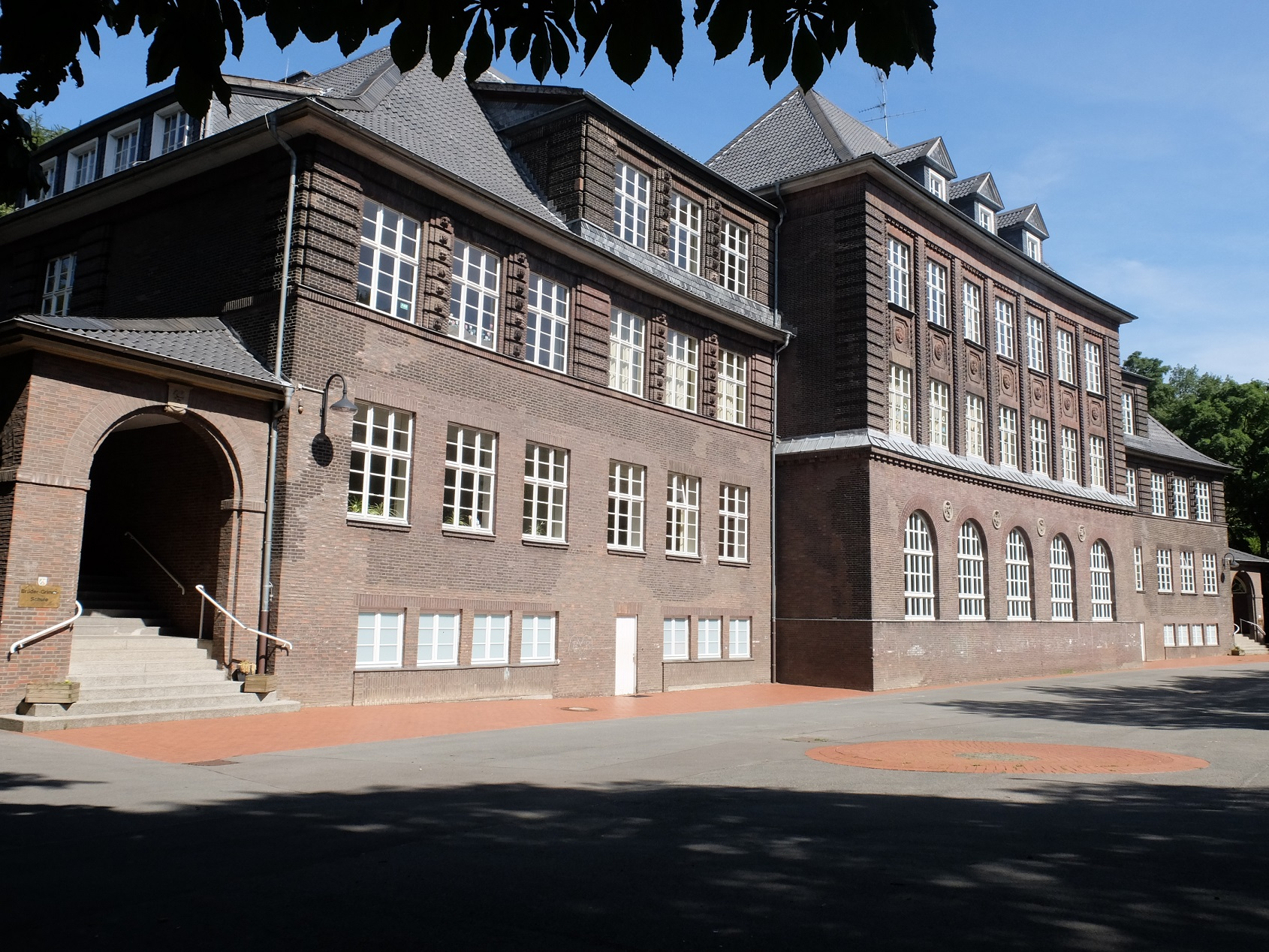
Drusenbergschule, 2015

Das Schulgebäude Drusenbergstraße 33 befindet sich in Ehrenfeld, einem Stadtviertel von Bochum in Nordrhein-Westfalen.
Das Schulgebäude stammt aus dem Jahre 1914, besteht aus Backstein im expressionistischem Baustil und war für 600 Kinder ausgelegt. Sein Architekt war der Stadtbaumeister Karl Elkart (1880–1959). Die Namensgebung reicht vermutlich auf die Zeche Drusenberg und die nach ihr benannte Straße zurück. Im Zweiten Weltkrieg wurden hier französische Zwangsarbeiter untergebracht. Flur, Treppenhaus und die Turnhalle stehen heute unter Denkmalschutz.
Das Gebäude wird von der Grundschule Drusenbergschule und seit 1992 auch von der städtischen Förderschule Brüder-Grimm-Schule benutzt. Seit dem Schuljahr 2007/2008 besteht als Gemeinschaftsprojekt der beiden im Gebäude untergebrachten Schulen eine Offene Ganztagsschule. Die Schulen verfügen über einen eigenen Schulgarten. Östlich befindet sich der Rechener Park. 